# Domats
Domats település Franciaországban, Yonne megyében. Lakosainak száma 795 fő (2022. január 1.). Domats Montacher-Villegardin, Bazoches-sur-le-Betz, Foucherolles, Saint-Hilaire-les-Andrésis, La Belliole, Courtoin, Savigny-sur-Clairis és Vernoy községekkel határos.

## Népesség
A település népességének változása:
| Lakosok száma | 907  | 856  | 847  | 819  | 815  | 812  | 806  | 801  | 795  |
|               | 2013 | 2015 | 2016 | 2017 | 2018 | 2019 | 2020 | 2021 | 2022 |